# Фотла (вінець)
Фотла (лат. Fotla Corona, 58°30′ пд. ш. 163°30′ сх. д. / 58.5° пд. ш. 163.5° сх. д.) — це вінець діаметром 150 км розташований на рівнині Нсомека (лат. Nsomeka Planitia) на Венері.
Назва походить від імені кельтської богині родючості. Вона була затверджена в 1994 році, до цього вінець називався Айн (лат. Aine Corona). Незважаючи на нову назву, попередня досі зустрічається у вжитку.

## Геологія вінця Фотла
Вінець Фотла складається з центральної рівнинної частини з діаметром у 150 км, та зовнішнього кільця розломів шириною у 45 км. Центральна частина лежить дещо вище ніж прилеглі території, в той час як розломи — в невеликому заглибленні. Вінець містить сліди вулканізму. Наприклад, три округлі підвищення (farrum) у північно-західній частині біля розлому, найбільше з яких має діаметр 35 км. Можливо вони сформувалися в результаті виверження надзвичайно в'язкої лави. Кілька менших вулканічних куполів (кожен — менше 10 км у діаметрі) помітно у південній частині вінця. У центральній частині вінця присутній ще один округлий утвір. Ймовірно, його краї сфрмовані концентричними розломами, що, можливо, утворилися навколо центрального підняття. Можливо, це вказує на деформацію через інтрузію магми, або ж якось пов'язано з розломами зовнішнього кільця. Складна система тріщин спостерігається у північно-східному напрямку від вінця. Подібні утворення часто присутні біля вінців, або певних вулканічних форм. Вони формуються за рахунок відтоку магми з підземних тріщин, що спричиняє обвал порід над ними. Пласка область в центрі вінця, можливо, сформована пізнішими потоками лави.
У деяких місцях, зовнішнє кільце розломів сховане під токами лави. Округлі підвищення прорізані розломами зовнішнього кільця. Це вказує на те, що вінець все ще формувався, коли лава виходила на поверхню.